# حملة واترلو: بدء الأعمال العدائية
بدأت حملة واترلو بهجوم استباقي شنه جيش الشمال الفرنسي بقيادة نابليون بونابرت. انتقلت العناصر الأولى من جيش الشمال من مستودعاتها في زمن السلم في 8 يونيو إلى نقطة التقائها على الجانب الفرنسي من الحدود الفرنسية البلجيكية. شنت هجومًا استباقيًا على جيشي التحالف اللذين كانا معسكرين في بلجيكا: الجيش المتحالف مع الإنجليز بقيادة دوق ولنغتون، والجيش البروسي بقيادة الأمير بلوخر.
بدأت الأعمال العدائية بُعيد عبور الحرس المتقدم الفرنسي الحدود ومواجهته أول المراكز العسكرية التابعة للتحالف والتي يديرها جنود من الفيلق البروسي الأول (فيلق زيتن) نحو الساعة 03:30 يوم 15 يونيو. اشتبك الفيلق الأول لبقية اليوم في قتال متقهقر ضد القوة الساحقة لجيش الشمال الفرنسي. بحلول منتصف ليلة 15/ 16 يونيو، كان الفرنسيون قد تقدموا شمالًا وعبروا شرلوة، وبهذا نجحوا في عبور نهر سامبر، النهر الوحيد المهم بين الجيش الفرنسي وبروكسل.
في الساعة 19:00 يوم 15 يونيو، التقى ميشال نيي، الذي جاء من باريس، نابليون قرب شرلوة، في النقطة التي يتفرع فيها الطريق إلى فلورو من الطريق المؤدي إلى بروكسل. أمر بتولي قيادة الجناح الأيسر لجيش الشمال والضغط شمالًا على طريق شرلوة – بروكسل باتجاه الجيش المتحالف مع الإنجليز و «طرد العدو» في حين سيتقدم نابليون إلى فلورو ويفعل المثل مع البروسيين. استمر التقدم على الطريقين حتى حل الظلام، لكنه تباطأ في المساء مع تراجع قوات التحالف إلى تعزيزاتها. خطط الفرنسيون لتجديد تقدمهم في 15 يونيو، بينما خطط الجيش المتحالف مع الإنجليز لإيقافهم في كواتر براس، والجيش البروسي في ليغني.

## مقدمة
في 1 مارس 1815، أرسى نابليون بونابرت سفنه في فرنسا بعد هروبه من إلبا، وزحف إلى باريس. عندما صار واضحًا أن القوات المرسلة لاعتقاله لن تفعل ذلك، وصار وصوله إلى العاصمة وشيكًا، فر لويس الثامن عشر.
أصدر ممثلو القوى الأوروبية الأخرى المجتمعون في مؤتمر فيينا بيانًا يحظر نابليون ووافق كل منهم على وضع جيوش لا تقل عن 150.000 في الميدان لمقاومته.
وافقت قوى التحالف على أن يبدأ غزو منسق لفرنسا في 1 يوليو 1815. ولهذه الغاية جرى الاتفاق على ما يلي:
- تجمع بريطانيا وبروسيا جيوشها في بلجيكا (منطقة سيطرت عليها مملكة الأراضي المنخفضة المتحدة مؤخرًا).
- يجمع الروس جيشًا ويتقدمون عبر ألمانيا باتجاه الجبهة الفرنسية.
- يجمع النمساويون جيشين ويتقدمون إلى الجبهات الفرنسية.
- تجتمع قوات بافاريا وبادن وفورتمبيرغ وهسن على نهر الراين الأعلى تحت قيادة أمير فورتمبيرغ.

حالما بدا واضحًا أن قوات التحالف مصممة على استخدام القوة ضده، بدأ نابليون بالاستعداد للحرب. كان أمامه خيار بين استراتيجيتين: إما تجميع قواته في باريس وحولها وهزيمة قوى التحالف في أثناء محاولتها تطويق المدينة، أو شن هجوم وقائي وتدمير كل جيوش أعدائه قبل أن يتمكنوا من الاتحاد. اختار الاستراتيجية الأخيرة وقرر مهاجمة جيشي التحالف في بلجيكا، اللذين كانا معسكرين بالقرب من حدود فرنسا.
كان الجيش البروسي، بقيادة الأمير بلوخر، معسكرًا في الجنوب الشرقي من بروكسل، ومقره في نامور. كان الجيش المتحالف مع الإنجليز، بقيادة دوق ولنغتون، معسكرًا إلى الجنوب الغربي من بروكسل ومقره في بروكسل. تضمن جيش ولنغتون وحدات من الجيش البريطاني (بما في ذلك كيه جي إل)، وهانوفر (كان ملكهم ملك بريطانيا أيضًا)، وبرونشفايغ (كانت حتى وقت قريب مرتبطة بهانوفر وبالتالي ببريطانيا)، ومملكة الأراضي المنخفضة (قوات هولندية وبلجيكية)، وناساو (كانت تربطها علاقات سلالية وثيقة مع هولندا وظل جزء من المنطقة تحت حكم ملك هولندا حتى وقت قريب).

## خطة حملة نابليون
بعد أن قرر نابليون الهجوم على قوات التحالف في ما يُعرف اليوم ببلجيكا، كانت أمامه عدة استراتيجيات متاحة، ورغم أن قادة التحالف عرفوا أنهم قد يتعرضون للهجوم، كانوا غير واثقين من التوقيت وخط الهجوم الذي سيختاره نابليون.
عرف نابليون من جواسيسه مدى اتساع رقعة انتشار قوات التحالف في البلدان المنخفضة. كان مدركًا أن للجيشين قاعدتان مختلفتان ومتباعدتان، ويقودهما جنرالان مختلفان في الشخصية. كانت فرصته الوحيدة للنجاح تكمن في عمليات الزحف السريعة والانتصارات الساحقة. كان عليه هزيمة خصومه بإسهاب، وعلى الرغم من أن قوته الإجمالية كانت أضعف من قوتهم الإجمالية، كان مضطرًا أن يكون الأقوى دائمًا عند نقطة التماس. 
جادل نابليون في مؤتمر مع جنرالاته بأنه يجب ألا يهاجم من بين نهري موزيل والميز، لأن هذا المسار سيسمح لولنغتون بالانضمام إلى بلوخر من دون إزعاج، ولا ينبغي له الهجوم من بين نهري سامبر وسخيلده، لأن بلوخر سيكون في هذه الحالة قادرًا على إنشاء عقدة تقاطع مع ولنغتون. ولأسباب مماثلة، لم ير أنه من الحكمة أن يهبط الميز ويهاجم مدينة نامور.
لاحظ نابليون أن جيوش التحالف ستستغرق وقتًا أطول للتركيز على أجنحتها الداخلية، وقرر الهجوم من بين سامبر والميز ليحشر نفسه بينهما، ساحقًا بذلك أي فرق تحاول عرقلة تقدمه. بعد أن حقق التقدم، خطط للمناورة بسرعة على الخطوط الداخلية، وهزيمة الجيوش على التوالي قبل أن تتمكن من توحيد قواها. 
اختار نابليون لخط عملياته الرئيسة الطريق المباشر إلى بروكسل، من خلال شرلوة، وهو الطريق الذي استقر عليه الجناح الأيسر في ولنغتون وجناح بلوخر الأيمن. نظرًا إلى أن خط الجبهة البروسي يغطي شرلوة والأراضي الفرنسية مباشرة إلى الجنوب من شرلوة، وأن القاعدة الأمامية الأكثر تقدمًا للجيش المتحالف مع الإنجليز على مسافة أبعد على طريق شرلوة- بروكسل في فرانس ليه غوزيلييه (على بعد 10 أميال (16 كيلومترًا) شمال شرلوة)، خطط أولًا لقهر الجيش البروسي، ثم مهاجمة القوات المتحالفة مع الإنجليز قبل أن يتمكنوا من الانتشار كما يجب.
كان هدف نابليون الكبير منع الجيشين من الاتحاد وتدمير كليهما، ليوطد قدمه في بروكسل، ولإثارة السكان الكثيفين في بلجيكا (اللذين يناصر عدد كبير منهم قضيته سرًا)، ولإعادة ضم البلاد إلى الإمبراطورية الفرنسية، ولتحريض الجنود البلجيكيين على الفرار من خدمة هولندا، ولثني الجيوش الغازية عن عبور نهر الراين، وربما أيضًا للدخول في مفاوضات، والأهم من ذلك كله، لكسب الوقت من أجل جمع وتدريب التعزيزات من فرنسا.